# Eugene Joubert
Eugene Joubert (* 20. Jahrhundert) ist ein Naturschützer in Südwestafrika und war ca. 1987 bis 1988 Bürgermeister von Windhoek.
Als hochrangiger Naturschutzbeamter arbeitet Joubert lange Zeit für das Direktorat für Umwelt und Tourismus in Südwestafrika. Er war maßgeblich an der Einführung des Eigentumsrechts an Wildtieren beteiligt, die zum starken Anstieg der Populationen in Namibia geführt haben. Joubert forschte u. a. zum Schwarzen Nashorn und dem Afrikanischen Wildhund. Joubert war Senior-Berater der Worlds Conservation Union und als solcher auch in Saudi-Arabien tätig.
Joubert soll womöglich Mitglied des Afrikaner Broederbond gewesen sein.
Er war mit Marie Joubert verheiratet und hielt einen Doktortitel.

## Veröffentlichungen
(Auswahl)
- The development of wildlife utilization in South West Africa. In: South African Journal of Wildlife Research, 1974, Ausgabe 4, Nr. 1, S. 35–42. (online abrufbar; englisch)
- Cape Brewing Company’s Solar Process Heat System. In: Soltrain, August 2016, S. 8 ff.